# رأس مالاباطا
رأس مالاباطا هو أرض رأسي يقع 10 كليومتر شرق مدينة طنجة المغربية مقابل مضيق جبل طارق. يوجد في الأرض الرأسية منارة بنيت في أوائل القرن العشرين على طراز القرون الوسطى, و قد تم اقتراح مد نفق تحت البحر لربط رأس بالوما في إسبانيا برأس ملاباطا.

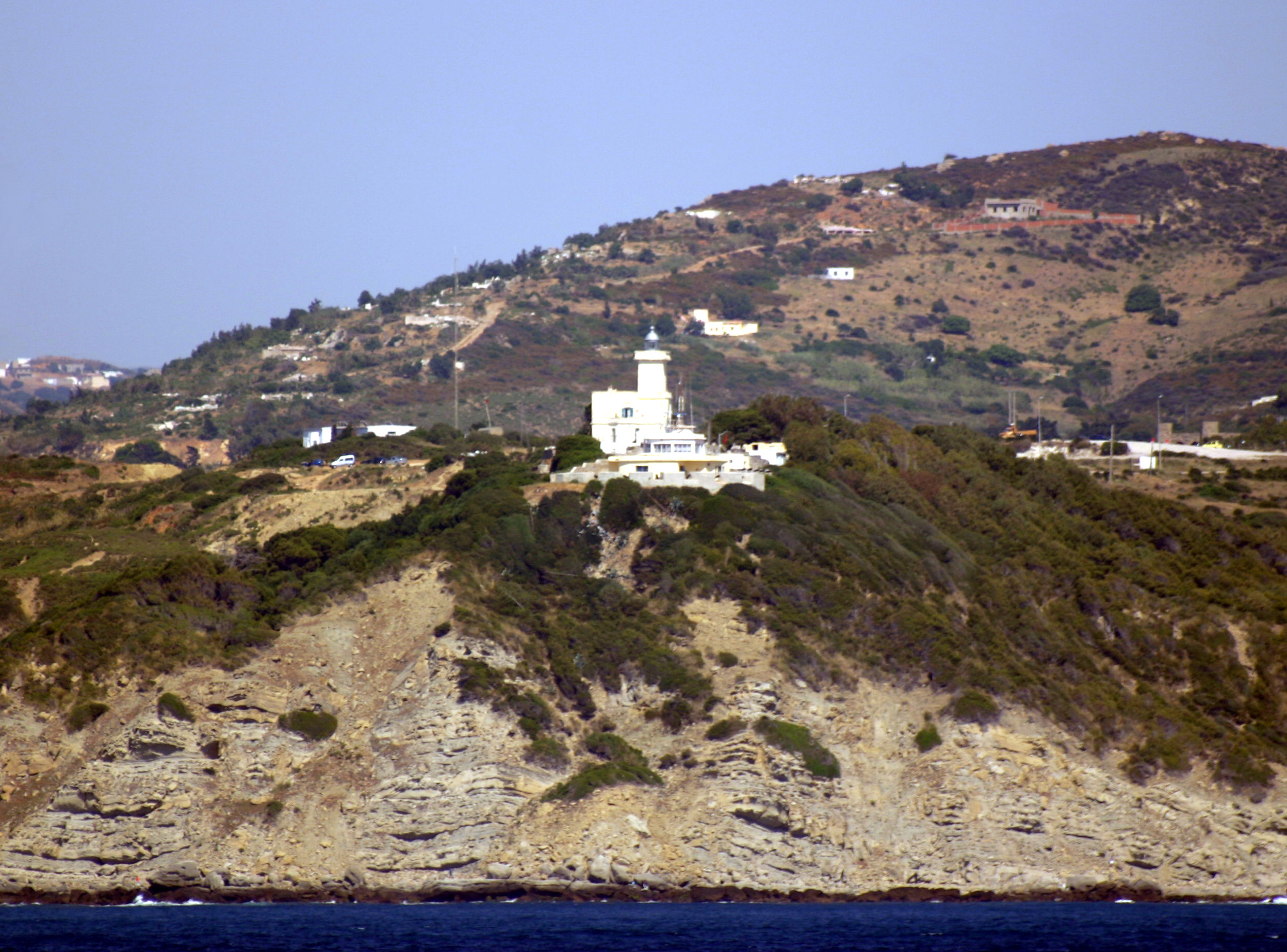
منارة رأس ملاباطا